# Harib Al-Saadi
Harib Jamil Zaid Al-Saadi (arab. حارب جميل زيد السعدي; ur. 1 lutego 1990) – omański piłkarz grający na pozycji ofensywnego pomocnika. Od 2018 jest zawodnikiem klubu Dhofar Salala.

## Kariera piłkarska
Swoją karierę piłkarską Al-Saadi rozpoczął w klubie Suwaiq Club, w którym w 2010 roku zadebiutował w pierwszej lidze omańskiej. W sezonie 2010/2011 wywalczył z nim swoje pierwsze mistrzostwo Omanu w karierze. W sezonie 2012/2013 sięgnął z Suwaiq Club po dublet – mistrzostwo i Puchar Omanu. W sezonie 2015/2016 wywalczył z wicemistrzostwo Omanu, a w sezonie 2016/2017 zdobył krajowy puchar. Z kolei w sezonie 2017/2018 został po raz trzeci mistrzem kraju. W 2018 przeszedł do Dhofar Salala.

## Kariera reprezentacyjna
W reprezentacji Omanu Al-Saadi zadebiutował 24 marca 2016 w wygranym 1:0 meczu eliminacji do MŚ 2018 z Guamem. W 2019 roku został powołany do kadry na Puchar Azji.